# Pricilla Nanyang
Pricilla Nanyang (auch: Priscila Nyanyang, Priscilla Nyayang Joseph Kuch) ist eine Politikerin in Südsudan. Sie war Stellvertretende Ministerin für Gender, Kinder und soziale Wohlfahrt, sowie Ministerin ohne Portfolio.

## Leben

### Ausbildung
Nanyang erwarb 1978 einen Bachelor in Medicine and Surgery (Medizin und Operation) an der Universität Khartum und 1987 einen Master in Community Medicine.

### Karriere
Zwischen 2005 und 2010 war sie Mitglied der Nationalversammlung in der Sudanesische Volksbefreiungsbewegung (Sudan People’s Liberation Movement, SPLM) und Vorsitzende des Menschenrechtskomitees im Nationalparlament. 2007 nahm Nanyang teil an den Gesprächen der SPLM-Taskforce zur Friedensfindung in Darfur. Nanyang war eine von sieben Frauen, welche im Juni 2010 ins Cabinet of South Sudan berufen wurde. Sie wurde am 10. Juli 2011 Ministerin ohne Portfolio. Als Ministerin führte Nanyang ein acht-wöchiges Forschungsprojekt durch, eine „Comprehensive Evaluation of the Government of South Sudan“ (Umfassende Evaluierung der Regierung des Südsudan), um die Regierungsführung der Südsudanesischen Regierung seit 2005 zu bewerten.
Sie war auch stellvertretende Ministerin für Gender, Kinder und soziale Wohlfahrt. 2014 koordinierte sie ein Treffen von Friedensaktivistinnen in Juba „um Frieden, Heilung und Versöhnung zu fördern“. Als Stellvertretende Ministerin reiste sie 2013 auch nach New York zur 57. Sitzung der Commission on the Status of Women und besuchte dort das Program on Peace-building and Rights (Programm zur Friedensschaffung und Rechten) des Institute for the Study of Human Rights der Columbia University. 2015 war sie Vorsitzende des South Sudan Women Peace Network (Friedensnetzwerk der Frauen im Südsudan).